# Tim Deluxe
Tim Deluxe (nombre real Timothy Andrew Liken, 18 de julio de 1977 en Belfast, Reino Unido) es un DJ y productor británico. Logró cierta popularidad a comienzos de la década de 2000, trayendo mucha fama a la discográfica Underwater propiedad de Darren Emerson con grandes éxitos como «It Just Won't Do» y «Less Talk, More Action».

## Inicios
Deluxe inició su carrera como Dj, un pasatiempo que inicialmente persiguió mientras trabajaba en una tienda de discos en Londres durante los años 90. A continuación, empezó produciendo pistas colaborando con Omar Amidora y Andy Lysandrou en un proyecto musical bajo los pseudónimos de "R.I.P. Productions" y "Double 99" produciendo numerosas pistas del género UK Garage, bajo su propio sello, Ice Cream Records y ganándose la reputación de toda la escena como conjunto de culto debido a la calidad de sus producciones. En 1997 lanzó una pista Speed Garage de gran éxito "Ripgroove" que contribuyó a la globalización del Speed Garage como género musical. En 1998 colaboró con Milk & Sugar en su sello Milk & Sugar Recordings.
Siguiendo con su logrado éxito, decide aventurarse por su cuenta produciendo para la discográfica Cross Section donde crea “Moments” y “I Know”, antes de firmar con el renombrado sello Underwater donde el debuta con “Sirens” y alcanza la cima con el lanzamiento del sencillo «It Just Won't Do», una canción destacada por las voces de Sam Obernik y su toque latino, este se convierte en una de las canciones más escuchadas en el Winter Music Conference de 2002 y se presenta a escena con su nuevo gran éxito “Less Talk, More Action!” una colaboración con Terra Deva, convirtiéndose en uno de los más sonados en el siguiente año en Winter Music Conference.
Deluxe continúa su carrera como Dj y por el cual se hizo famoso. También hizo remixes para artistas tales como Basement Jaxx, Layo & Bushwacka!, Kylie Minogue, y White Stripes. Todo esto termina en el 2004 con el lanzamiento de su debut de larga duración llamado The Little Ginger Club Kid el cual compila muchos de sus más populares sencillos así como varias producciones nuevas tales como “Mundaya (The Boy)”. Ego Death es el nombre de su segundo trabajo en estudio lanzado en 2006, el cual incluía la participación de Ben Onono, Sam Obernik y Simon Franks de Audio Bullys. En 2011, funda su discográfica Get Human y Deluxe Records por los cuales editó los álbumes Fluid Moments (2010) y The Radicle (2014).

## Discografía

### Álbumes
- 7th Sign (como Double 99) (2001)
- The Little Ginger Club Kid (2003)
- Ego Death (2006)
- Fluid Moments (2010)
- The Radicle (como Tim Deluxe Orchestrates) (2014)

### Sencillos
| Año  | Título                                                | Mejores posiciones en listas | Mejores posiciones en listas | Mejores posiciones en listas | Mejores posiciones en listas | Mejores posiciones en listas | Mejores posiciones en listas | Mejores posiciones en listas | Mejores posiciones en listas | Mejores posiciones en listas | Mejores posiciones en listas | Álbum                      |
| Año  | Título                                                | R.U.                         | AUS                          | BEL                          | ESP                          | FIN                          | FRA                          | HOL                          | IRL                          | ITA                          | SUI                          | Álbum                      |
| ---- | ----------------------------------------------------- | ---------------------------- | ---------------------------- | ---------------------------- | ---------------------------- | ---------------------------- | ---------------------------- | ---------------------------- | ---------------------------- | ---------------------------- | ---------------------------- | -------------------------- |
| 1997 | «Ripgroove» (como Double 99)                          | 14                           | —                            | —                            | —                            | —                            | —                            | —                            | —                            | —                            | —                            | Sencillo sin álbum         |
| 2001 | «Sirens / We All Love Sax»                            | 87                           | —                            | —                            | —                            | —                            | —                            | —                            | —                            | —                            | —                            | Sencillo sin álbum         |
| 2002 | «It Just Won't Do» (con Sam Obernik)                  | 14                           | 13                           | 18                           | 7                            | —                            | 60                           | 6                            | 26                           | 39                           | 57                           | The Little Ginger Club Kid |
| 2003 | «Less Talk More Action!»                              | 45                           | —                            | —                            | —                            | —                            | —                            | —                            | —                            | —                            | —                            | The Little Ginger Club Kid |
| 2003 | «My Love is Always» (como Saffron Hill con Ben Onono) | 28                           | 42                           | —                            | —                            | 20                           | —                            | 94                           | —                            | —                            | —                            | Sencillo sin álbum         |
| 2004 | «Mundaya (The Boy)» (con Shahin Badar)                | 61                           | —                            | —                            | —                            | 18                           | —                            | —                            | —                            | —                            | —                            | The Little Ginger Club Kid |
| 2004 | «Choose Something Like A Star» (con Ben Onono)        | 78                           | —                            | —                            | —                            | —                            | —                            | —                            | —                            | —                            | —                            | The Little Ginger Club Kid |
| 2004 | «Just Kick» (Renato Cohen vs. Tim Deluxe)             | 70                           | —                            | —                            | —                            | —                            | —                            | —                            | —                            | —                            | —                            | Sencillo sin álbum         |
| 2007 | «Let the Beats Roll» (con Simon Franks)               | 71                           | —                            | —                            | 12                           | —                            | —                            | —                            | —                            | —                            | —                            | Ego Death                  |
| 2007 | «You Got Tha Touch» (con Sam Obernik)                 | —                            | —                            | —                            | —                            | —                            | —                            | —                            | —                            | —                            | —                            | Ego Death                  |

### Remixes
Lista seleccionada
- 2000: Whitney Houston feat. Faith Evans & Kelly Price – Heartbreak Hotel (R.I.P. Remix)
- 2001: Rui da Silva feat. Cass Fox – Touch Me (Double 99 Remix)
- 2001: Kylie Minogue – Can't Get You Out of My Head ((Deluxe's Dirty Dub))
- 2002: Layo & Bushwacka! – Love Story (Tim Deluxe Remix)
- 2002: Basement Jaxx – Do Your Thing (Tim Deluxe Club Mix)
- 2003: Basement Jaxx – Good Luck (Tim Deluxe Remix)
- 2004: Gus Gus – David (Tim Deluxe Remix)
- 2004: The White Stripes – Seven Nation Army (Tim Deluxe Remix)
- 2005: Africanism All Stars – Summer Moon (Tim Deluxe Remix)
- 2006: Carl Cox with Norman Cook – That's The Bass (Tim Deluxe Remix)
- 2007: Alter Ego – Why Not?! (Tim Deluxe Remix)
- 2010: Booka Shade – Teenage Spaceman (Tim Deluxe Future Disco Remix)